# Acronicta anthracina
Acronicta anthracina är en fjärilsart som beskrevs av Burrau 1950. Acronicta anthracina ingår i släktet Acronicta och familjen nattflyn. Inga underarter finns listade i Catalogue of Life.